# Orgilus buccatus
Orgilus buccatus är en stekelart som beskrevs av Muesebeck 1970. Orgilus buccatus ingår i släktet Orgilus och familjen bracksteklar. Inga underarter finns listade i Catalogue of Life.